# 雲紋鳳胎䲁
雲紋鳳胎䲁（學名：Pavoclinus laurentii），為輻鰭魚綱䲁形目胎䲁科鳳胎䲁屬的一個種，分布於西印度洋莫三比克伊尼揚巴內至南非阿爾弗雷德港海域，本魚體延長，體色多變且有多色雜紋，包括棕色、紅色、黃色、綠色和大理石紋，背鰭硬棘29-33枚、背鰭軟條4-5枚、臀鰭硬棘2枚、臀鰭軟條20-22枚，體長可達13公分，棲息在海草生長的潮間帶潮池，雌魚產附著性卵，雄魚會守護卵，幼魚為浮游性，生活習性不明。